# Letnie Mistrzostwa Ukrainy w Skokach Narciarskich 2014
Letnie Mistrzostwa Ukrainy w Skokach Narciarskich 2014 – zawody, które wyłoniły najlepszych skoczków narciarskich na Ukrainie w sezonie letnim 2014. Wszystkie konkursy przeprowadzono w październiku 2014 roku w miejscowości Worochta w kompleksie skoczni Awanhard. Rozegrano dwa konkursy indywidualne i jeden drużynowy.
W konkursie indywidualnym w kategorii juniorskiej, na skoczni o punkcie konstrukcyjnym umieszczonym na 75 metrze, zwyciężył Stepan Pasicznyk, który wyprzedził Jewhena Marusiaka (2. miejsce) i Andrija Kalinczuka (3. miejsce). W zawodach seniorów, które odbyły się na obiekcie K–90, wygrał Andrij Kłymczuk, a miejsca na podium zajęli również Wiktor Pasicznyk (2. pozycja) i Jewhen Marusiak (3. pozycja). W konkursie drużynowym, także rozegranym na skoczni K–90, zwycięstwo odniósł pierwszy zespół obwodu tarnopolskiego, startujący w składzie Rusłan Bałanda, Stepan Pasicznyk, Andrij Kłymczuk i Wiktor Pasicznyk. Srebro drużynowo zdobyła pierwsza ekipa obwodu iwanofrankiwskiego, a brąz druga drużyna obwodu tarnopolskiego.

## Medaliści
| Konkurs  | Złoto                                                                                            | Srebro                                                  | Brąz                                                                                               |
| -------- | ------------------------------------------------------------------------------------------------ | ------------------------------------------------------- | -------------------------------------------------------------------------------------------------- |
| Juniorzy | Stepan Pasicznyk                                                                                 | Jewhen Marusiak                                         | Andrij Kalinczuk                                                                                   |
| Seniorzy | Andrij Kłymczuk                                                                                  | Wiktor Pasicznyk                                        | Jewhen Marusiak                                                                                    |
| Druż.    | Obwód tarnopolski I 1. Rusłan Bałanda 2. Stepan Pasicznyk 3. Andrij Kłymczuk 4. Wiktor Pasicznyk | Obwód iwanofrankiwski I 1. b.d. 2. b.d. 3. b.d. 4. b.d. | Obwód tarnopolski II 1. Ołeh Wiliwczuk 2. Dmytro Mazurczuk 3. Wałerij Morozow 4. Serhij Małyszczyk |